# Red Pyke (rivière)

La rivière Red Pyke  (en anglais : Red Pyke River) est un cours d'eau du Nord de la région  Fiordland dans l’Île du Sud de la Nouvelle-Zélande.

## Géographie
C’est un affluent de la rivière Pyke, prenant naissance à l’est de “ Telescope Hill” et s’écoulant vers le sud pour rejoindre la rivière Pyke au niveau des 'Gorges de Pyke', à l’ouest de «  Red Mountain » .